# Podest

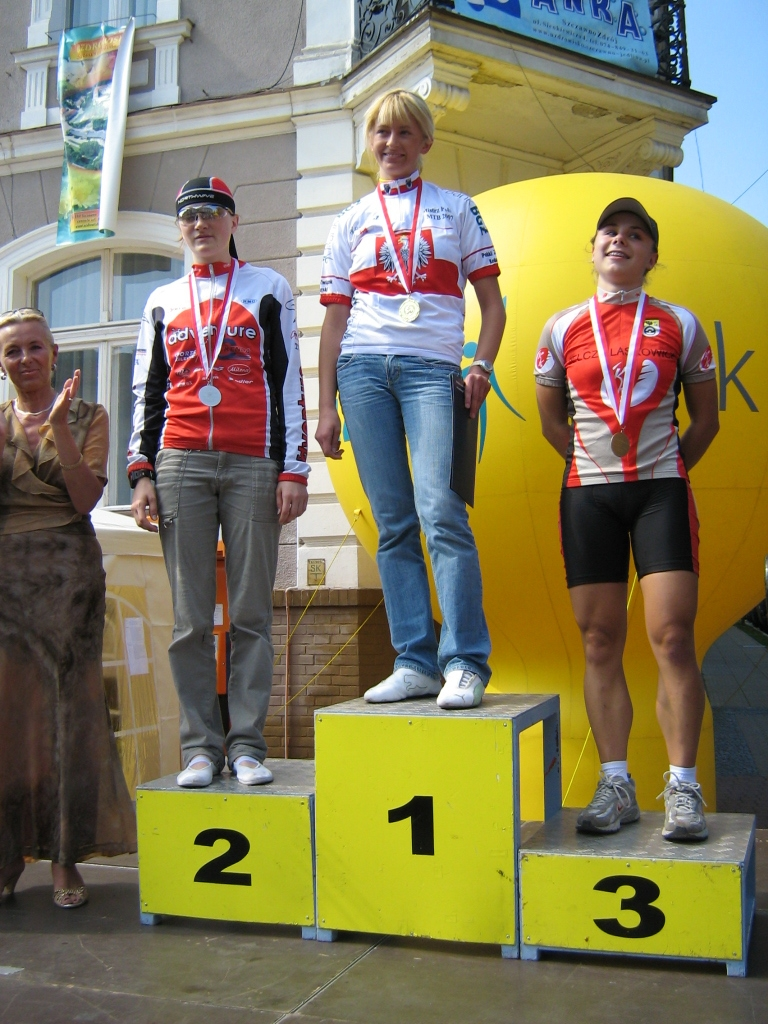
Podeste bei einer Siegerehrung

Ein Podest ist eine Plattform, die dazu dient, eine Person, ein Bauwerk oder einen Gegenstand gegenüber der Umgebung zu erheben.

## Wortherkunft
Podest war ursprüngliche nur eine Nebenform von Pedest. Dieses ist entweder eine Ableitung von lateinisch pedester („zu Fuß [gehend], auf den Füßen [stehend]“; zu lateinisch pes „Fuß“ und stare „dastehen, stillstehen, verweilen“) oder – als Verkürzung einer eingedeutschten Form Pedestall – von Piedestal, das letztendlich zurückgeht auf pes und mittellateinisch stallum („Sitz“; seinerseits ein Lehnwort aus dem Germanischen). Die Entwicklung von „Pedest“ zu „Podest“ mag vom semantisch ähnlichen, aber griechischstämmigen Podium („erhöhte Plattform, Unterbau“; Bedeutung im Lateinischen: „Erhöhung, Untergestell“; von altgriechisch πόδιον pódion, wörtlich „Füßchen“), beeinflusst worden sein.

## Architektur
In der Architektur können Gebäude auf einem großen Podest ruhen, das von einer Terrasse oder einem Sockelgeschoss gebildet wird. In diesem Zusammenhang spricht man auch von einem „Sockel“, einem „Podium“ oder einer „Plinthe“. Ein Beispiel aus der antiken Sakralarchitektur ist der römische Podiumstempel.
Im Innenbereich werden kleinere Podeste verwendet, um eine Person aus einer Gruppe hervorzuheben, so zum Beispiel den Dirigenten eines Orchesters oder einen Redner bei einer öffentlichen Rede. Eine ein- oder mehrstufige Erhöhung des Bodens im Innenraum wird auch als „Estrade“ bezeichnet und dient beispielsweise als Aufstellungsort für einen Thron oder einen Altar.
Im Treppenbau wird der Treppenabsatz als „Podest“ bezeichnet. Es handelt sich dabei um eine Plattform, die zwischen zwei Treppenläufen eingefügt ist.
Podeste werden auch in Schlafzimmern (oft selbstgebaut) verwendet, um eine Erhöhung für das Bett zu erreichen und gleichzeitig darunter einen Lagerort zu schaffen.

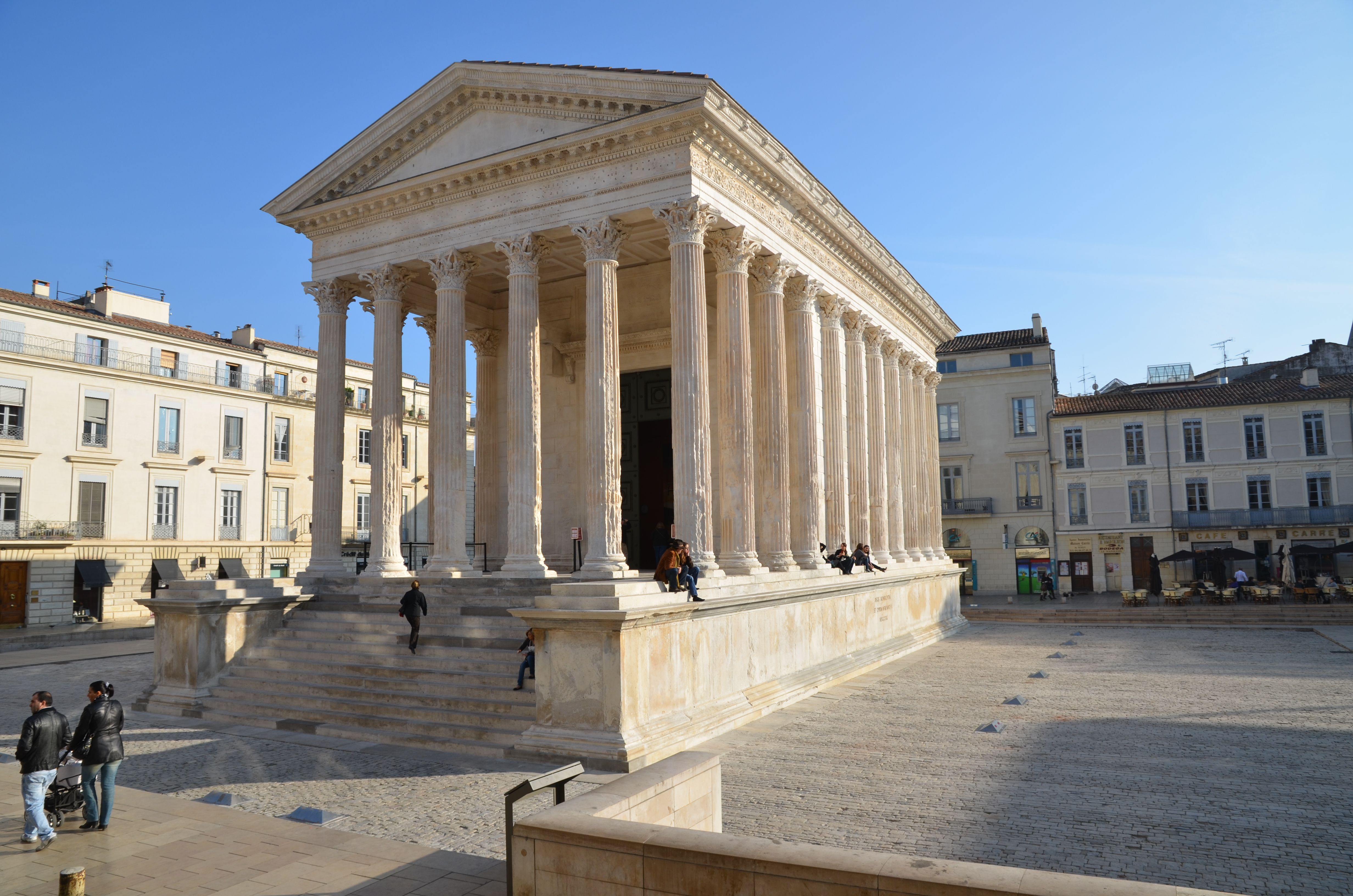
Antiker Tempel auf einem Podium: Maison Carrée in Nîmes
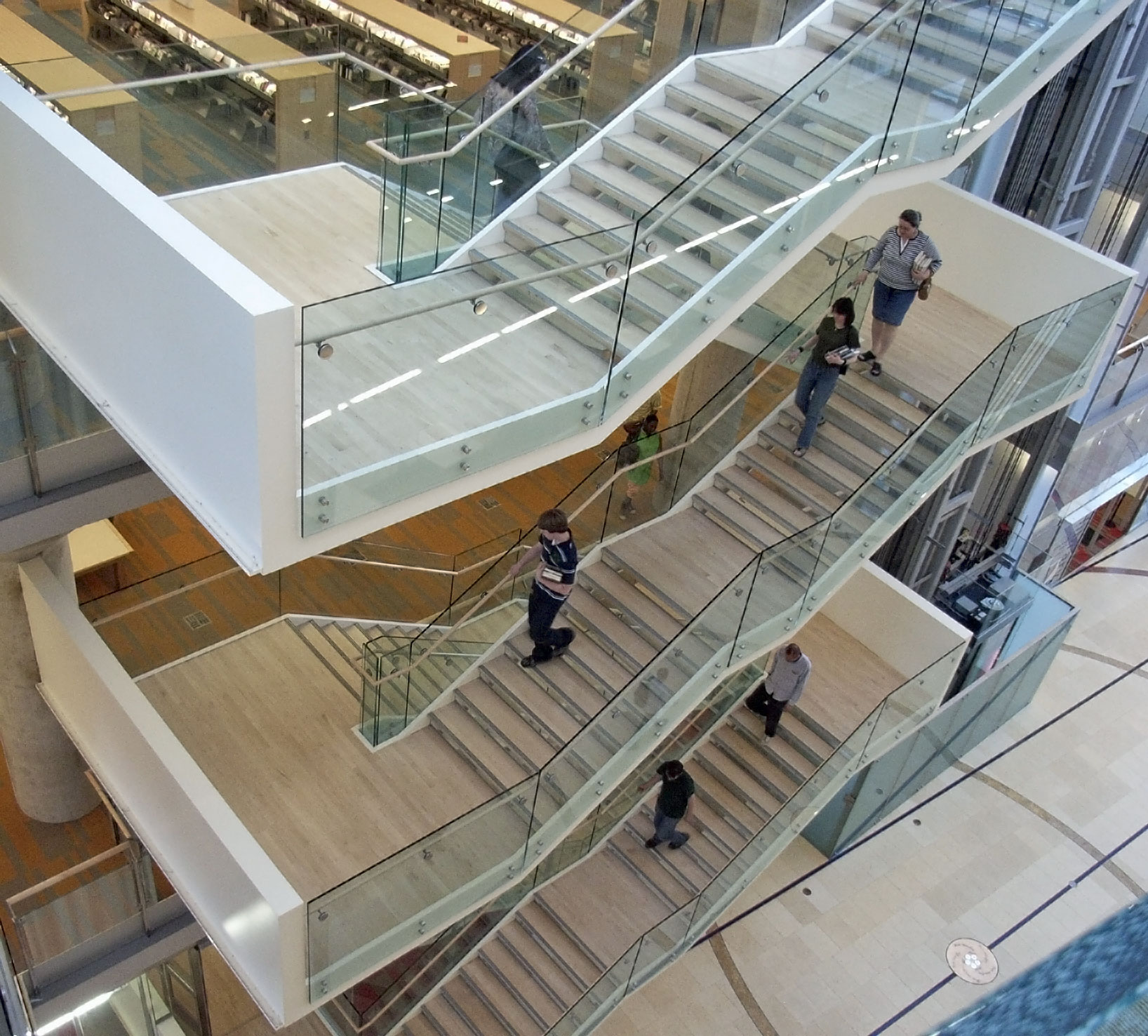
Treppenpodeste
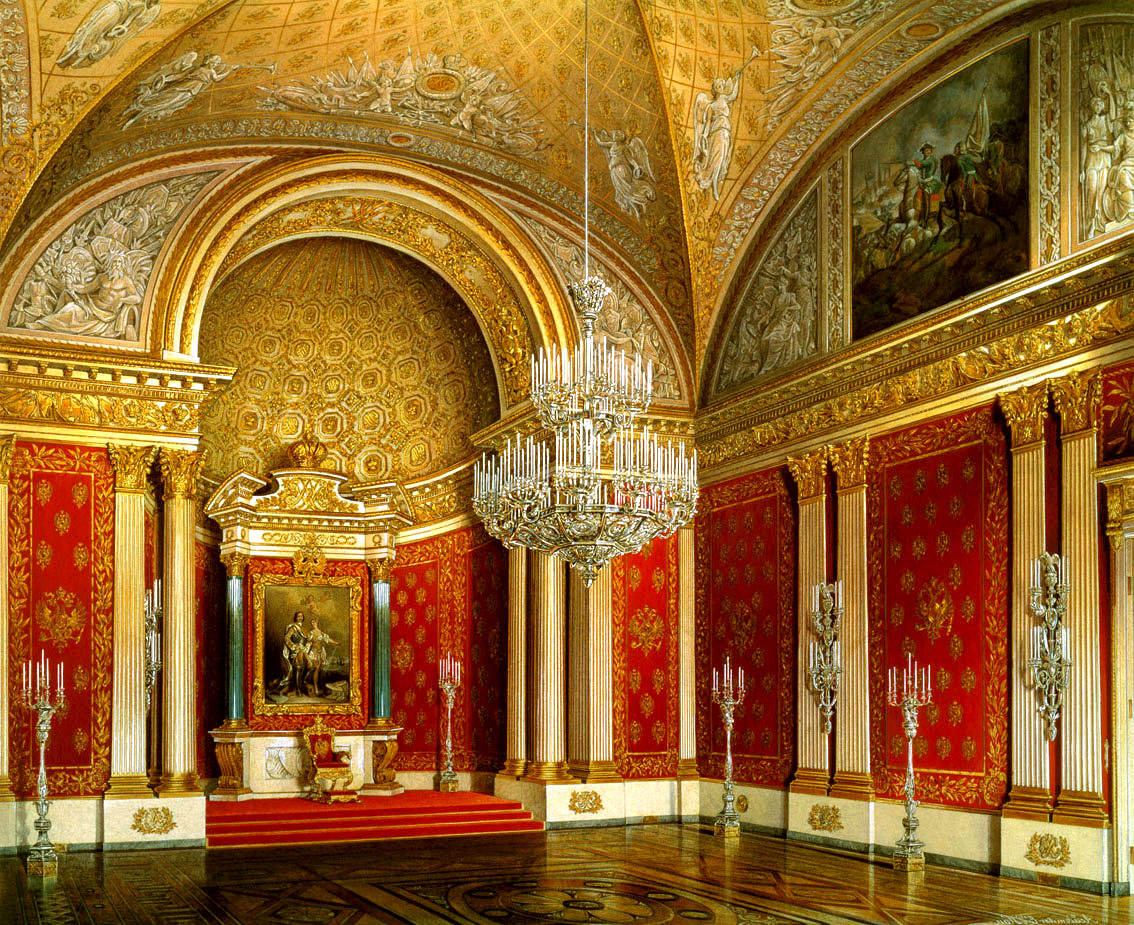
Estrade mit Thronsessel, Winterpalast St. Petersburg

## Siegerehrung im Sport
Im Sport haben Podeste (in diesem Zusammenhang in Österreich Stockerl genannt) eine besondere Bedeutung bei der Siegerehrung. So wird bei den meisten Wettkämpfen üblicherweise ein dreistufiges Podest als Siegertreppchen benutzt, bei dem die mittlere Stufe am höchsten und dem Sieger vorbehalten ist.

## Veranstaltungsbau
Im Veranstaltungsbereich werden flexible, höhenverstellbare Podeste eingesetzt. Diese einzelnen Podeste können als Bühnenelemente eingesetzt werden. Mit ihnen können unterschiedliche Höhenniveaus beispielsweise für einen Laufsteg ausgeglichen oder für großflächige bestuhlte Zuschauertribünen aufgebaut werden.
Üblich sind im Veranstaltungsbau Scherenpodeste oder Steckfußpodeste. Diese können flexibel auf- und abgebaut werden. Mit Rollen ausgestattet, werden die Podeste als Rollriser bezeichnet.

## Personennahverkehr

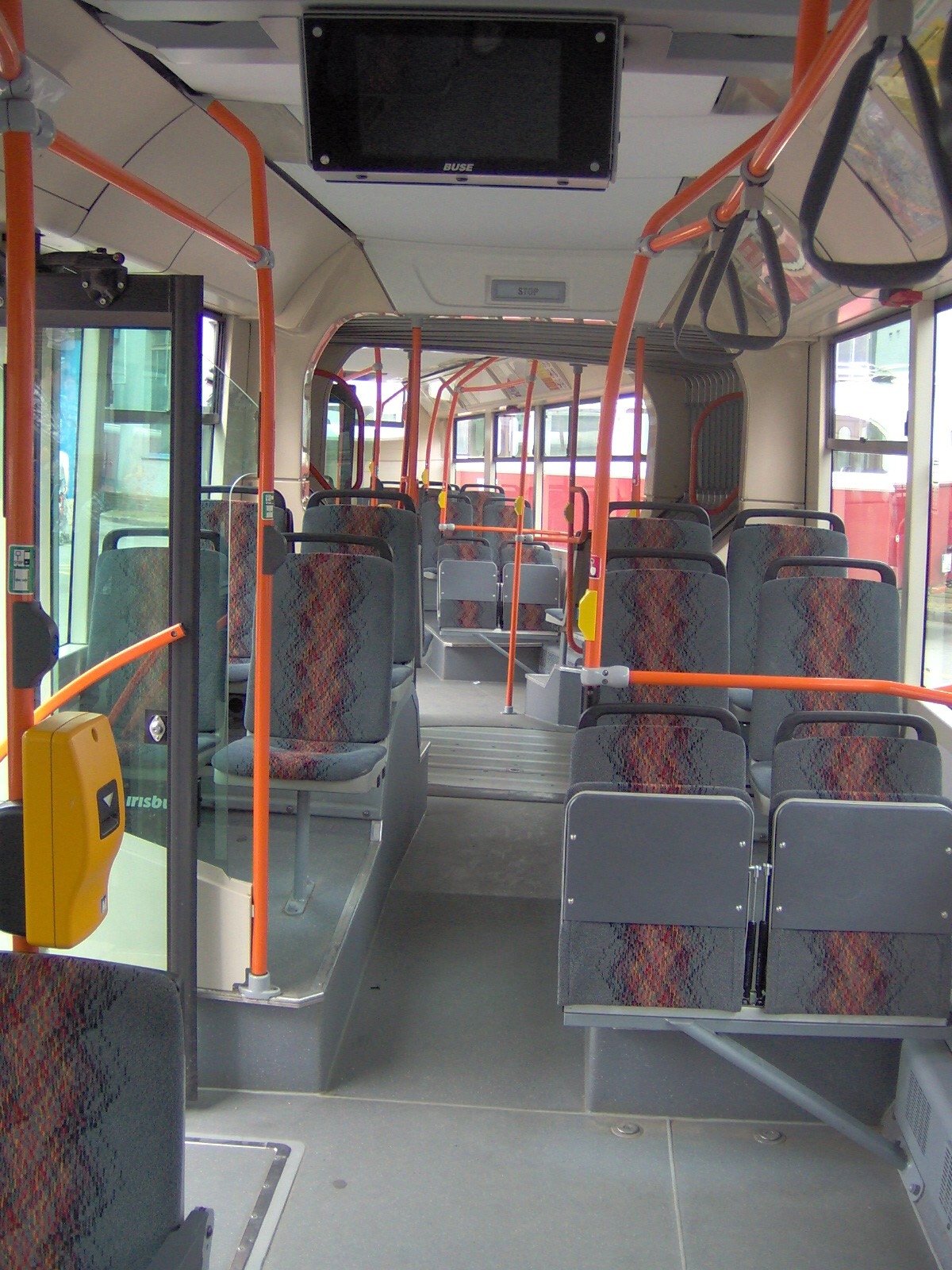
Podeste in einem Trolleybus

Im öffentlichen Personennahverkehr wird bei Fahrzeugen von Podesten gesprochen, wenn der Fußboden im Fahrgastraum im Bereich der Sitzreihen höher liegt als im Gang. Insbesondere bei heutigen Niederflurfahrzeugen lassen sich Podeste aus konstruktiven Gründen oft nicht vermeiden.
Im Omnibusbau dienen Podeste auch bei hochflurigen Fahrzeugen dazu, die unter den Sitzen befindlichen Kofferräume für die Gepäckmitnahme zu vergrößern. Ein Beispiel für einen solchen Bus ist der Magirus-Deutz L 117 P, bei dem das „P“ in der Modellbezeichnung auf die Podeste hinweist.

## Straßenverkehr
Zur Sichtbarkeit der Verkehrsregelung durch Verkehrsposten sollen Podeste beitragen. Damit diese bei unbesetztem Posten nicht als Hindernis wirken, sind sie häufig wegrollbar.

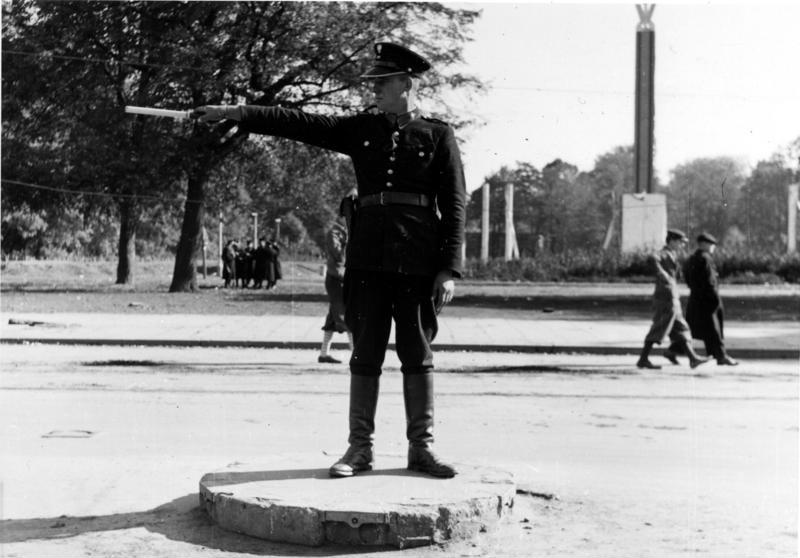
Verkehrsposten auf einem Podest in Warschau, 1938
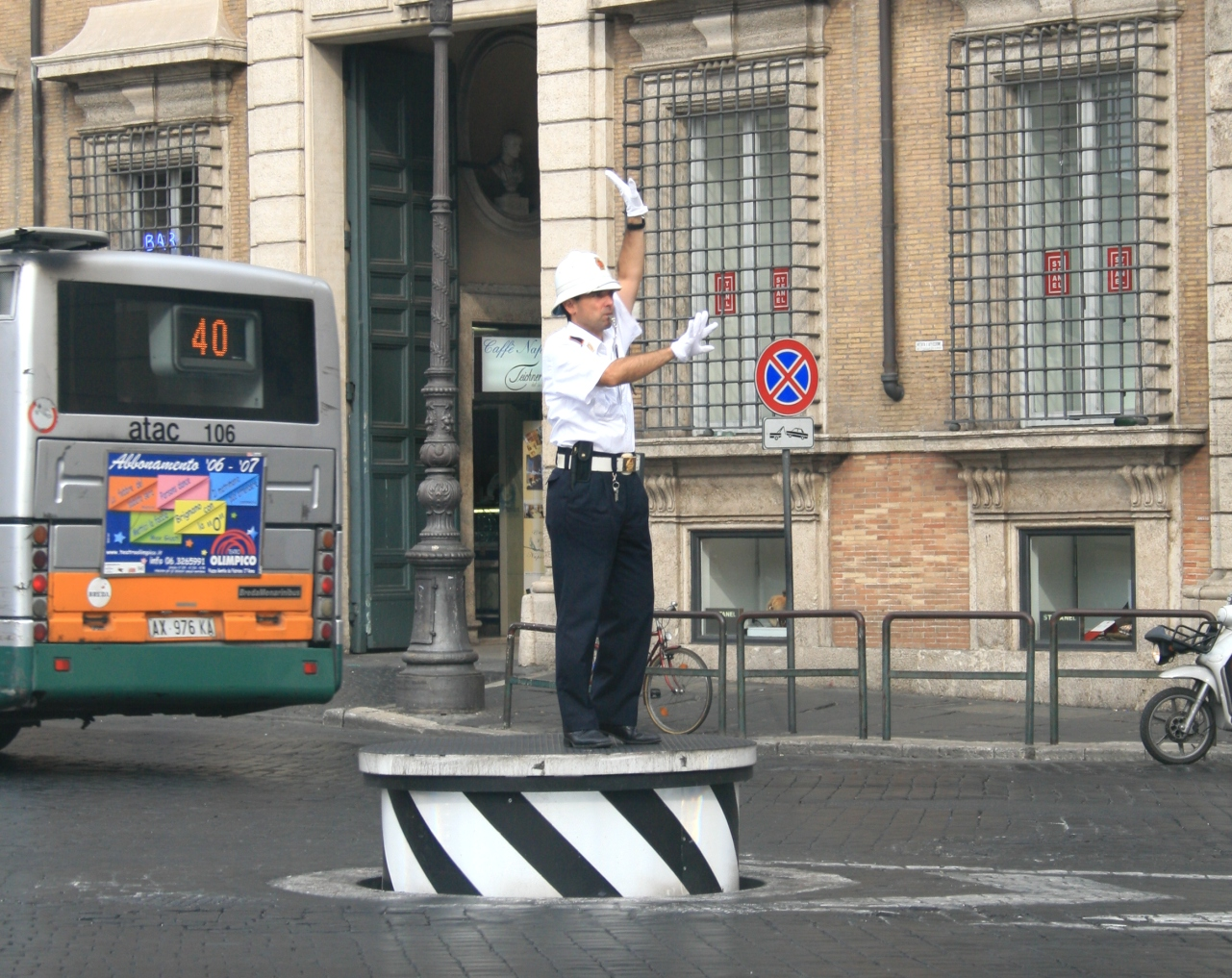
Versenkbares Podest in Rom, 2006

## Podest beim Feuerwehrsport

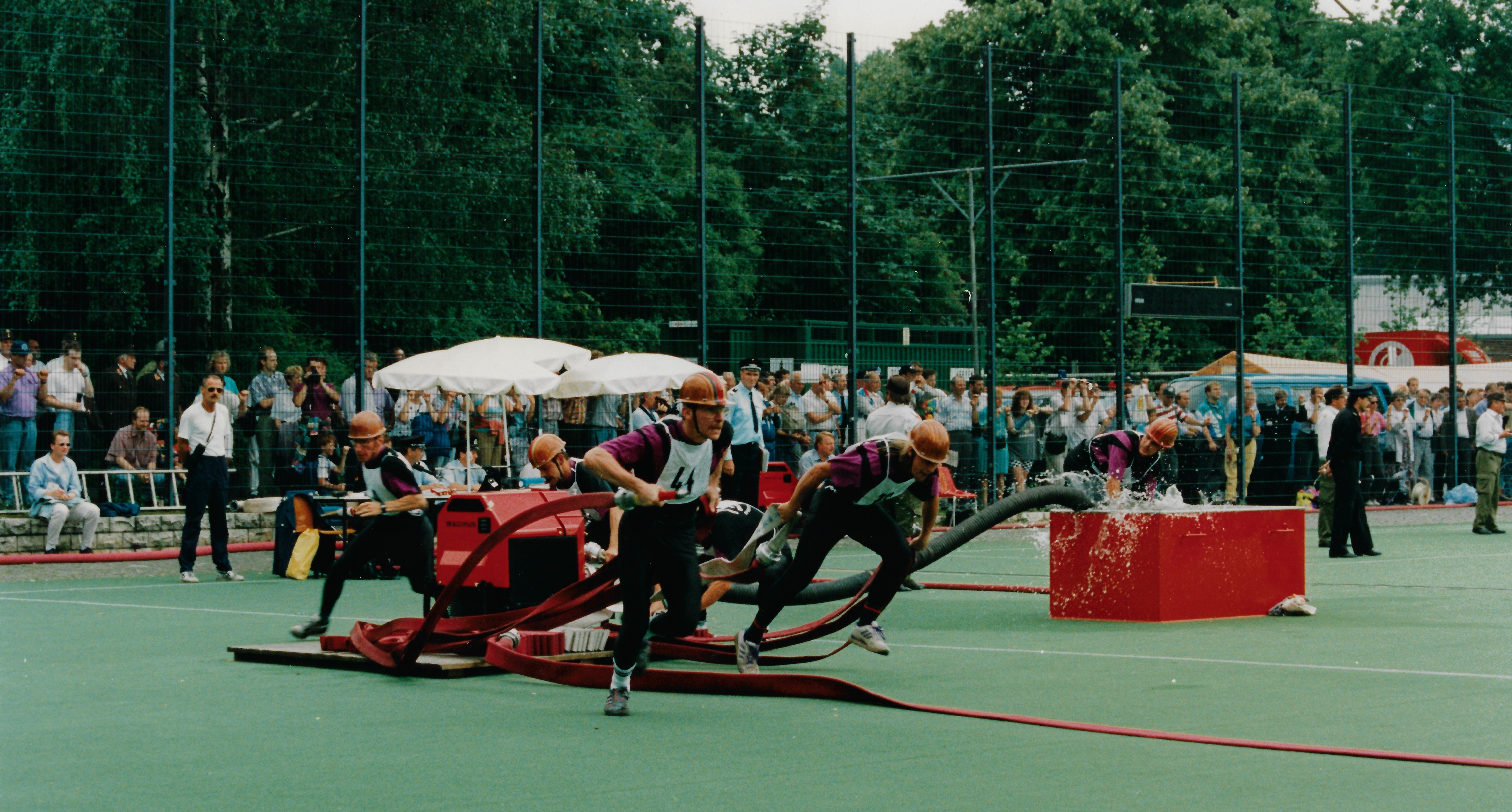
Berlin 1993: X. Feuerwehr-Weltmeisterschaften des CTIF, Start des Löschangriffs vom Podest

Bei der Disziplin Löschangriff beim Feuerwehrsport dient ein Podest als Bereitlegeplatz für die Tragkraftspritze, Feuerwehrschläuche und wasserführende Armaturen.